# Адоларіус Якоб Форстер
Адоларіус Якоб Форстер (нім. Adolarius Jacob Forster, 1739–1806) був прусським мінералогом і торговцем експонатними зразками мінералів. Сім'я Форстерів залишила Йоркшир в 1649 році і оселилася в Пруссії. Адоларіус Якоб Форстер почав займатися зразками мінералів приблизно в 1766 році, у віці 27 років. Він продовжував займатися цією професією протягом 40 років і багато подорожував. Мав приміщення в Лондоні, Парижі та Санкт-Петербурзі. Ковент-Гарден, Лондонський магазин і один в Сохо були під керівництвом його дружини. Його брат Інгам Генрі Форстер (1725–1782) керував бізнесом у Парижі. Аукціонні каталоги для продажу в Парижі уклав Роме де л'Іль.
Він був родичем Йоганна Георга Адама Форстера та Йоганна Рейнхолда Форстера, а його сестра вийшла заміж за лондонського дилера, натураліста Джорджа Гамфрі в Сент-Мартін-ін-зе-Філдс, Лондон 16 серпня 1768 року. У 1802 році Форстер продав колекцію музею Санкт-Петербурзького гірничого інституту. Останні десять років свого життя він провів у Росії та помер у Санкт-Петербурзі в 1806 році. Дилерство перейшло до його племінника Джона Генрі Гейланда.
На його честь названий мінерал форстерит.

## Інтернет-ресурси
- Frondel, Clifford (March 1972). Jacob Forster (1739-1806) and his connections with forsterite and palladium Mineralogical Magazine (PDF). 38: 545—50.
- Mineralogical Record, Biographical Archive.